# Кривошеевка (Жетысуская область)
Кривошеевка — упразднённое село в Кербулакском районе Жетысуской области Казахстана.

## География
Располагалось в 4 км к востоку от села Куренбел, на левом берегу реки Терсакан в месте впадения ручья Талды.

## История
Село Кривошеино основано в 1911 г. В 1913 г.состояло из 104 дворов. Центр Кривошеинской волости Алтын-Эмельского участка Копальского уезда. В советский период центр Кривошеинского сельсовета. Дата упразднения не установлена. Последний раз отмечено на карте 1946 г. выпуска